# Ато
Ато (яп. 阿東町, あとうちょう, ато тьо) — містечко в Японії, у північно-східній частині префектури Ямаґуті. Засноване 1 квітня 1955 року шляхом злиття таких населених пунктів повіту Абу:
- села Сіноу (篠生村);
- села Ікумо (生雲村);
- села Дзіфуку (地福村);
- села Токуса (徳佐村);
- села Канен (嘉年村).

Ато відоме вирощуванням яблук і груш, а також гарячими ваннами онсен на термальних водах.